# Малые Бортники (посёлок)
Малые Бо́ртники (бел. Малыя Бортнікі) — посёлок в составе Бортниковского сельсовета Бобруйского района Могилёвской области Республики Беларусь.

## Население
- 1999 год — 33 человека
- 2009 год — 21 человек